# Waldpädagogik
Waldpädagogik (auch forstliche Umweltbildung) ist qualifizierte, auf den Wald und die Forstwirtschaft Bezug nehmende Umweltbildung. Waldpädagogik ist Bildungsarbeit zur Förderung von Verständnis und Akzeptanz für die nachhaltige Waldnutzung und ist Bestandteil einer Bildung für nachhaltige Entwicklung im Sinne der UN-Dekade 2005–2014 der Vereinten Nationen.

## Beschreibung
Als Pionierin der Waldpädagogik gilt Ute Reifferscheidt, die 1980 beim Forstamt in Aachen unter der Leitung von Forstdirektor Rainer Kerz unter dem Begriff Walderziehung den Beruf des Waldpädagogen bzw. der Waldpädagogin kreiert hat. 1985 änderte sie den Begriff in Waldpädagogik um.
Als Gründer der ersten Schweizer Waldschule gilt der Lehrer Han Coray, der im Zeitalter der zunehmenden Technisierung ein Gegengewicht in der Erziehung setzen und den Jugendlichen die Natur näherbringen wollte. Die ersten Jugendwaldheime respektive Waldschulheime wurden nach dem Zweiten Weltkrieg gegründet. In diese Zeit des Neubeginns fällt auch die Gründung der Schutzgemeinschaft Deutscher Wald  im Jahr 1947, ein damals und heute für die Waldpädagogik bedeutender Verein. 
Waldpädagogik ist eine Form der Naturpädagogik und soll ganzheitlich durch praktisches Erleben und Lernen ökologische und gesellschaftliche Zusammenhänge in Wald und Natur nahebringen und somit der Naturentfremdung entgegenwirken. Waldpädagogik umfasst alle den Lebensraum Wald und seine Funktionen betreffenden Lernprozesse, die den Einzelnen und die Gesellschaft in die Lage versetzen, langfristig und zukunftsfähig, ganzheitlich, verantwortungsvoll dem Gemeinwohl verpflichtet zu denken und zu handeln.
Der Begriff „Waldpädagogik“ wird in verschiedenen Bundesländern im Gesetzestext verwendet und ist in forstlichen Kreisen ein feststehender Begriff. Auch in Bundesländern, in denen diese Aufgabe nicht gesetzlich festgeschrieben ist, wird dieser verwendet und es herrscht ein breiter inhaltlicher Konsens.

## Lernort Wald
Der Wald ist ein naturnaher Lebensraum, wohl sogar der naturnahste im urbanisierten Mitteleuropa. Wald fasziniert und weckt Empfindungen. Wälder sind dynamisch und lebendig. Im Wald liegt ständig ein natürlicher Klang- und Gerücheteppich mit Rascheln der Blätter und Vogelstimmen im Hintergrund und beeinflusst über das Unterbewusstsein.
Waldpädagogik sucht das Gleichgewicht zwischen Leben und Lernen, zwischen Spielen und Arbeit und zwischen Erziehung und Unterricht. Sie will im Erleben Emotionales und Kognitives zusammenführen. Waldpädagogen nutzen diese Rahmenbedingungen und unterstützen den Menschen, selbst aktiv zu werden und die Natur und deren Schönheit zu entdecken.

## Ziele
Viele Kinder und Jugendliche kommen heute kaum mehr in den Wald. Daher will die Waldpädagogik den Jugendlichen die Natur – zum Teil auch auf spielerische Weise – wieder näherbringen. Waldpädagogik ist zielgerichtete Jugendarbeit, aktiver Waldschutz und praktischer Biologieunterricht. Im Sinne von waldbezogener Umweltbildung erhebt Waldpädagogik den Anspruch ein erziehendes und bildendes Konzept zu sein. Mit Unterstützung der Angebote der Forstverwaltungen will waldbezogene Umweltbildung die schulische Bildungsarbeit ergänzen.
Waldpädagogik vermittelt zielgruppengerechtes, aktuelles und fachlich ausgewogenes Wissen und schafft Bewusstsein für die Belange von Wald und Forstwirtschaft. Sie orientiert sich dabei an der Lebenswelt des einzelnen Menschen. Waldbewirtschaftung dient dabei als Nachhaltigkeitsmodell, das ökologische, ökonomische, soziale und kulturelle Aspekte beinhaltet und berücksichtigt. Die Gestaltungskompetenz der Teilnehmer an waldpädagogischen Veranstaltungen soll ausgebildet und gefördert werden u. a. durch die Verdeutlichung, wo Wald und Forstwirtschaft für den Alltag jedes Einzelnen wichtig sind.
Waldpädagogik vermittelt dabei Werte wie Respekt vor Wald, Natur und Umwelt und verantwortungsvollen und nachhaltigen Umgang mit den uns überlassenen natürlichen Ressourcen, sowie Verantwortung und Sorge für die nachfolgende Generationen.

## Inhalte und Themen der Waldpädagogik
Schwerpunktinhalte und -themen der Forstlichen Bildungsarbeit sind:
- Der Wald als Ort zum Kennenlernen und Erleben von Natur ist als Lernort mit seiner großen Themenpalette zum objektbezogenen Lernen und Begreifen von ökologischen Zusammenhängen geeignet.
- Der Wald besitzt Schutzfunktionen für Wasser, Boden, Luft und Klima, bewahrt vor Naturgefahren und hat als Lebensraum von besonderer Naturnähe hohe Bedeutung für die Biodiversität und als Erholungsraum.
- Funktions- und zukunftsfähige Wälder sind wichtig für das Wohl von Mensch und Gesellschaft.
- Naturnahe Forstwirtschaft ist ein Modell und gelungenes Beispiel für ein in der Praxis verwirklichtes Nachhaltigkeitskonzept, das ökonomische, ökologische, soziale und kulturelle Aspekte berücksichtigt.
- Die Vielfalt der mit Wald und Forstwirtschaft verknüpften Interessen (Arbeitsplätze, Waldarbeit, Einkommensquelle für Waldbesitzer, Handwerk und Industrie, Waldgeschichte, Arten- und Biotopschutz, Kulturgut) und die Rolle des Försters als Fachkraft, Koordinator, Moderator oder Mediator in allen waldbezogenen Fragen.
- Holz ist ein vielseitig einsetzbarer, nachwachsender Roh- und Werkstoff mit unschlagbarer Ökobilanz.

## Waldpädagogische Einrichtungen
In Regionen mit besonders hoher Zielgruppendichte sowie in touristisch besonders attraktiven Gebieten wird das Angebot durch waldpädagogische Schwerpunkteinrichtungen – beispielsweise Walderlebniszentren und Jugendwaldheim – ergänzt und erweitert. Durch besondere Programmangebote und ein erweitertes Zielgruppenspektrum ergänzen die Einrichtungen das flächendeckende Bildungsangebot der Forstreviere.
Einige Forstreviere verfügen über eigene Bildungseinrichtungen, bekannt unter den Begriffen Haus des Waldes oder Walderlebniszentrum (jeweils mit Links zu einzelnen Einrichtungen). 
Die Projektgruppe „Forstliche Bildungsarbeit in Bayern“ ist verantwortlich für die inhaltliche Konzeption des Waldpädagogischen Leitfadens „Forstliche Bildungsarbeit“ und dessen laufende Aktualisierung. Sie setzt sich zusammen aus Mitarbeitern aus allen Ebenen der Bayerischen Forstverwaltung, aus Mitarbeitern des Kultusministeriums, des Umweltministeriums sowie aus Mitgliedern aus der Bayerischen Staatsforsten und der Wissenschaft.